# Rhabdastrella cordata
Rhabdastrella cordata är en svampdjursart som beskrevs av Wiedenmayer 1989. Rhabdastrella cordata ingår i släktet Rhabdastrella och familjen Ancorinidae. Inga underarter finns listade i Catalogue of Life.